# Guido Turchi
Guido Turchi (ur. 10 listopada 1916 w Rzymie, zm. 15 września 2010 w Wenecji) – włoski kompozytor, pedagog i krytyk muzyczny.

## Życiorys
Uczył się gry na fortepianie i kompozycji w konserwatorium w Rzymie u Cesare Dobiciego, Antonio Ferdinandiego i Alessandro Bustiniego (dyplom 1940), następnie odbył studia podyplomowe w Akademii Muzycznej św. Cecylii u Ildebrando Pizzettiego. Był wykładowcą konserwatorium w Rzymie (1941–1967 i od 1972) oraz dyrektorem konserwatoriów w Parmie (1966–1970) i Florencji (1970–1972). Pełnił funkcję dyrektora artystycznego Accademia Filarmonica Romana (1963–1966), Teatro Comunale w Bolonii (1968–1970), Akademii Muzycznej św. Cecylii w Rzymie (1972–1976), Accademia Musicale Chigiana w Sienie (1978–1986) i Teatro Angelicum w Mediolanie (od 1988). Był konsultantem muzycznym RAI, autorem krytyk muzycznych publikowanych w „Corriere della Sera” oraz redaktorem działu teatru muzycznego w Enciclopedia dello spettacolo.

## Twórczość
Dorobek kompozytorski Turchiego jest stosunkowo skromny, na co wpłynęły krytyczna postawa wobec własnej twórczości oraz zaangażowanie czasowe w działalność organizacyjną i pedagogiczną. Jego styl muzyczny ukształtował się pod wpływem twórczości Béli Bartóka i pozostał odległy od trendów awangardowych. Głównym dziełem Turchiego jest zamówiona przez La Scalę opera Il buon soldato Svejk na podstawie powieści Jaroslava Haška, pracy nad którą kompozytor poświęcił 10 lat.

## Ważniejsze kompozycje
(na podstawie materiałów źródłowych)

### Utwory orkiestrowe
- Koncert na orkiestrę smyczkową (1948)
- Piccolo concerto notturno (1950)
- 5 commenti alle „Baccanti” di Euripide (1952)
- Petite suite-paraphrase (1965)
- 3 metamorfosi (1970)
- Adagio per un’anabasi (1983)
- Parabola (1983)

### Utwory kameralne
- Trio na flet, klarnet i altówkę (1945)
- Preludi e fughette na fortepian (1946)
- Concerto breve na kwartet smyczkowy (1947)
- Dedica na flet (1972)
- Kreutzeriana na skrzypce i fortepian (1989)

### Utwory wokalno-instrumentalne
- 2 poesie di Quasimodo na głos i fortepian (1944)
- 2 notturni sacri na chór męski i orkiestrę (1944)
- 3 frammenti di un inno alla Madonna na mały chór i 9 instrumentów (1945)
- Inventtiva na mały chór i 2 fortepiany (1946)
- Rapsodia „Intonazioni sull’Inno Il di Novalis” na sopran i orkiestrę (1969)
- 3 Goethe-Lieder na sopran, chór męski i orkiestrę (1985)
- kantata Exil na baryton i orkiestrę (1993)

### Opera
- Il buon soldato Svejk (wyst. Mediolan 1962)

### Balet
- Dedalo (wyst. Florencja 1972)